# Euphorbia lingiana
Euphorbia lingiana är en törelväxtart som beskrevs av Chu Shih. Euphorbia lingiana ingår i släktet törlar, och familjen törelväxter.
Artens utbredningsområde är Hainan (Kina). Inga underarter finns listade i Catalogue of Life.